# تونل شهید باقری
تونل شهید باقری طولانی ترین تونل جنوب کشور ایران می‌باشد که در بخش چاه‌ورز، شهرستان لامرد، استان فارس واقع گردیده و طول آن بالغ بر ۲۵۶۰ متر است. با اتمام ساخت تونل در سال ۱۳۹۸، «مسیر لامرد به خنج» ۵۰ کیلومتر کاهش یافت و همچنین چند گردنه و نقطه پرحادثه در این مسیر حذف شد. روشنایی تونل نیز توسط ۱۲۵ پروژکتور به همراه دو برج نوری در هر قسمت از ورودی‌های تونل تأمین شده است.